# سرزمین کوتس

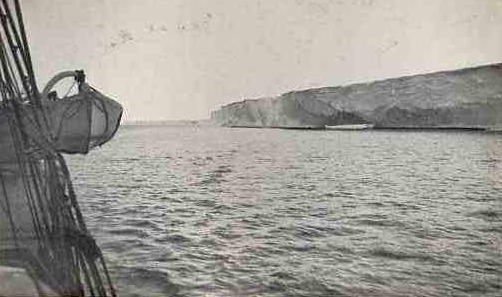
عکسی مربوط به اکتشاف سال ۱۹۱۵ که صخره‌های یخی کرانه سرزمین کوتس را به تصویر می‌کشد.

سرزمین کوتس (به انگلیسی: Coats Land) منطقه‌ای در جنوبگان است که در سمت غربی سرزمین شهبانو مود قرار گرفته و کرانه شرقی دریای ودل را می‌سازد. این سرزمین از شمال‌شرق تا جنوب‌غرب میان ۲۰º۰۰´ غربی و ۳۶º۰۰´ غربی کشیده شده‌است. بخش شمال‌شرقی آن توسط ویلیام اس. بروس، رهبر گروه اکتشافی ملی جنوبگان اسکاتلند، در ۱۹۰۴-۱۹۰۲ کشف شد. او نام کوتس را از روی نام جیمز کوتس و اندرو کوتس، دو تن از هواداران اصلی این اکتشاف، بر این سرزمین گذاشت.